# گوده (سابو)

گوده شهری در شهرستان سابو در استان بولکیمده در بورکینافاسوی غربی مرکزی است جمعیت آن ۳۷۱۶ نفر است.